# Перегонові прапори

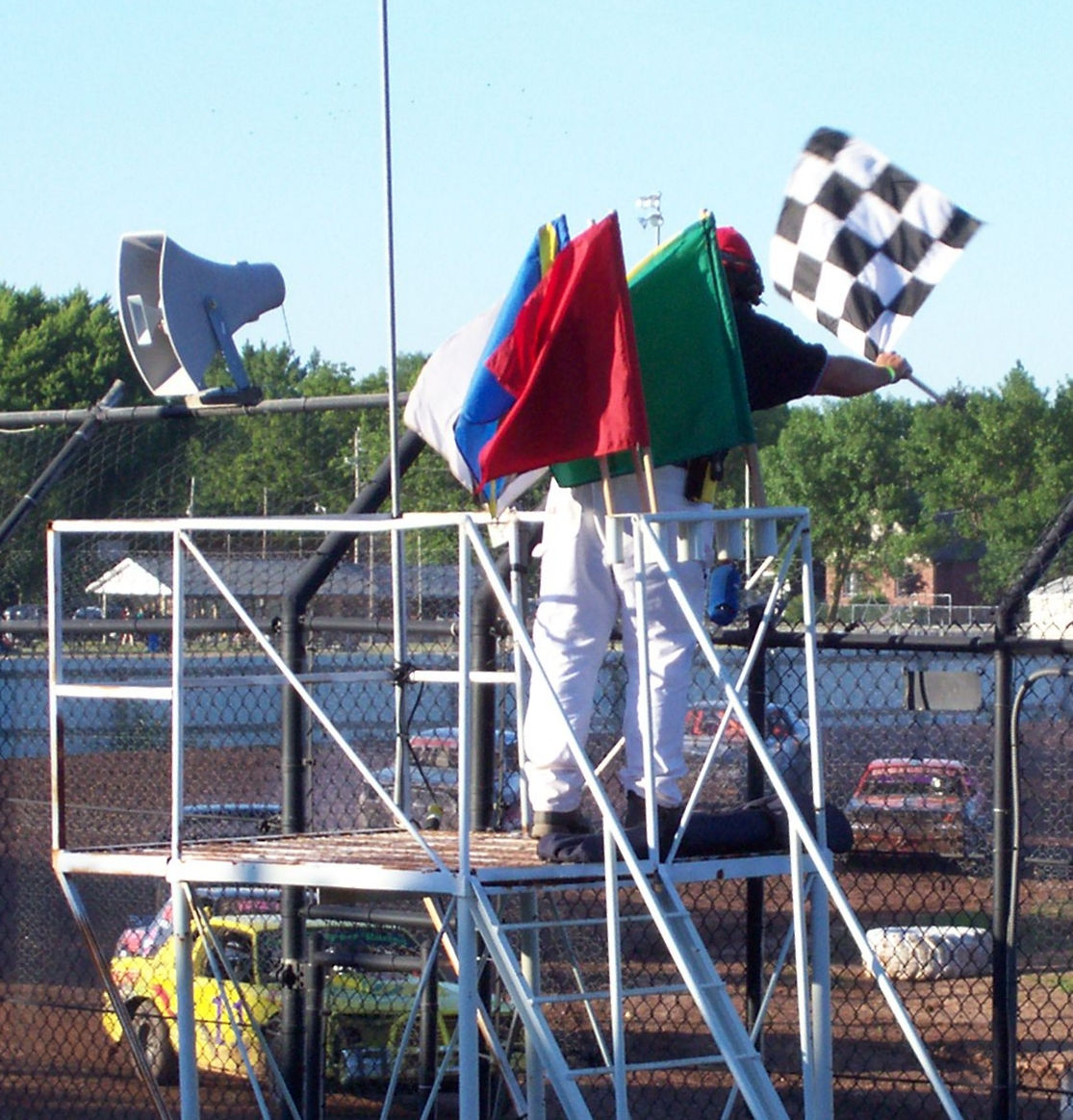
Суддя розмахує картатим прапором. Позаду нього повний комплект перегонових прапорів

Перегонові прапори традиційно використовуються у автоперегонах та споріднених видах мотоспорту з метою демонстрації стану полотна траси і передачі важливих повідомлень для пілотів. Зазвичай стартер, іноді старший маршал перегонів махає прапором знаходячись на спеціальній вишці, що стоїть біля лінії старт/фініш. Також уздовж траси, на спостережних постах обабіч треку, розміщують трек-маршалів з метою передачі і місцевих, і загальнотрекових умов на трасі для гонщиків. Крім цього, деякі траси використовують світлові панелі як додаток до основного прапора на лінії старт/фініш.

## Резюме
Хоча універсальної системи перегонових прапорів для всіх видів мотоспорту не існує, більшість серій стандартизували прапори включно з деякими, що використовуються в усіх із них. Наприклад, картатий прапор використовується в усіх видах мотоспорту для сигналізації про закінчення сесії (практики, кваліфікації чи перегонів). В той же час штрафні прапори від серії до серії мають різницю. Чемпіонати під егідою FIA використовуються найбільш широко в світі (крім Північної Америки), оскільки вони охоплюють такі чемпіонати як Формула-1, чемпіонат світу на витривалість та чемпіонат світу серед легкових автомобілів і прийняті (іноді з адаптацією) багатьма органами управління автоспортом по всьому світі, до прикладу, офіційним керівним органом мотоспорту Британії.
|  | Старт перегонів / рестарт / кінець небезпеки / умови для безпечних перегонів / піт-лейн відкрито                           | |                                                                             |                              |                              |                              |
|  | Локальне (секторальне) попередження повне (загальнотрекове) попередження (якщо демонструється з знаком автомобіля безпеки) | Попередження локальне попередження (одинарне) повне попередження (подвійне)                                         | Попередження локальне попередження (одинарне) повне попередження (подвійне) |                              |                              |                              |
|  | Сміття, рідина чи пальне на трасі                                                                                          | |                                                                             |                              |                              |                              |
|  | Не використовується | Піт-лейн закрито | Піт-лейн закрито                                                            |                              |                              |                              |
|  | Сесія зупинена | Сесія зупинена | Сесія зупинена                                                              | Перегони зупинені/відкладені | Перегони зупинені/відкладені | Перегони зупинені/відкладені |
|  | Повільний автомобіль на трасі                                                                                              | Фінальне коло | Фінальне коло/ аварійний автомобіль на трасі                                |                              |                              |                              |
|  | Фінальне коло (тільки у pickup truck та кільцевих автоперегонах SCSA)                                                      | Не використовується                                                                                                 | Реанімобіль на трасі                                                        |                              |                              |                              |
|  | Повернення на піт-лейн (тобто дискваліфікація)                                                                             | Повернення на піт-лейн для відбуття штрафу або усунення механічних проблем                                          | Повернення на піт-лейн для відбуття штрафу або усунення механічних проблем  |                              |                              |                              |
|  | Повернення на піт-лейн для усунення механічних проблем                                                                     | Не використовується                                                                                                 | Не використовується                                                         |                              |                              |                              |
|  | Неспортивна поведінка | Не використовується                                                                                                 | Не використовується                                                         |                              |                              |                              |
|  | Не використовується | Дискваліфікація | Дискваліфікація                                                             |                              |                              |                              |
|  | Наближення швидшого автомобіля — під час перегонів автомобіль на колі повинен дати шлях для швидшого боліда                | Напрям частково блоковано чи зупинений автомобіль на шляху руху (лише на кільцевих асфальтованих неовальних трасах) | Не використовується                                                         |                              |                              |                              |
|  | Не використовується | Наближення швидшого автомобіля                                                                                      | Наближення швидшого автомобіля                                              |                              |                              |                              |
|  | Закінчення сесії/переможець                                                                                                | Закінчення сесії/переможець                                                                                         | Закінчення сесії/переможець                                                 | Закінчення сесії/переможець  |                              |                              |